# Jules Arnous de Rivière
Jules Arnous de Rivière (4. května 1830, Nantes – 11. září, 1905, Paříž) byl francouzský šachový mistr, jeden z nejlepších francouzských šachistů padesátých až sedmdesátých let 19. století.

## Život
Rivière se narodil v rodině francouzského otce a anglické matky jako Arnous-Riviere. Šlechtický přídomek "de" si ke jménu přidal sám, aby jeho jméno vypadalo elegantněji. Šachy se naučil hrát již jako chlapec, ale až do svých čtyřiceti let působil jako amatérský hráč. Také psal do různých pařížských časopisů (např. La Régence, Gil Blas, L'Evénement, La Patrie, Echo de Paris, La Paix, La Vie Populaire, L'Illustration a další) nejen články o šachu, ale i o kulečníku a o ruletě.

## Nejznámější Rivièreovy šachové výsledky
- roku 1855 prohrál v Paříži s italským hráčem Serafinem Duboisem 8:21 (=3),
- roku 1858 prohrál v Paříži v Café de la Régence s Paulem Morphym 2:5 (=1),
- roku 1860 porazil v Londýně Thomase Wilsona Barnese1 5:2 (=0) a v Paříži Paula Journouda2 7:2 (=1),
- roku 1863 prohrál opět v Paříži s Paulem Morphym 3:9,
- na mezinárodním turnaji v Paříži roku 1867 skončil v konkurenci třinácti hráčů šestý (turnaj vyhrál Ignaz Kolisch), ale jako nejlepší z domácích šachistů,
- roku 1867 porazil v Paříži maďarského šachistu Johanna Jacoba Löwenthala 2:0,
- na turnaji v Paříži na přelomu let 1882-1883 skončil druhý (turnaj vyhrál Albert Clerc),
- roku 1885 prohrál s Rusem Michailem Ivanovičem Čigorinem 4:5 (=1),
- na turnaji Café dela Régence roku 1896 skončil třetí.